# Мрежа на науката
Мрежа на науката или WoS (на английски език Web of Science, известна преди като Web of Knowledge) е платформа за платено търсене, която обикновено чрез интернет дава достъп до бази данни с рецензирана научна литература. Тя предоставя справочни данни и данни за цитиране от академични списания, протоколи от конференции и други документи в различни учебни дисциплини. WoS индексира водещи рецензирани списания, научни книги, изследователски статии, рецензии на книги, резюмета, редакционни писма и друга литература.
Колекцията се основава на индекса за научно цитиране SCI, разработен през 60-те години на XX век от Юджийн Гарфийлд, един от основателите на наукометрията. След създаване на индекси за различни науки, те са обединени в платформата Web of Knowledge през 1997 г. от канадския Институт за научна информация Thomson ISI в гр. Стамфорд, САЩ, създаден от Гарфийлд.  В момента Мрежата на науката е собственост на Clarivate (предишен бизнес за интелектуална собственост и наука на Thomson Reuters). 
Към март 2022 г. WoS съдържа информация за 21 877 списания, публикувани от 1992 г. насам в повече от 80 страни. 